# Theater of Salvation
Theater of Salvation четвертий студійний альбом німецького павер-метал гурту Edguy, виданий в 1999 році. Це перший альбом з барабанщиком Феліксом Бонке і бас-гітаристом Тобіасом Екселем. Альбом зайняв 50-е місце в шведському музичному чарті.

## Список композицій
Усю музику написав Тобіас Саммет, окрім зазначених. Усі тексти — Тобіас Саммет.
1. «The Healing Vision» — 1:11
2. «Babylon» — 6:09
3. «The Headless Game» — 5:31
4. «Land of the Miracle» — 6:32
5. «Wake up the King» — 5:43
6. «Falling Down» — 4:35
7. «Arrows Fly» (Саммет, Єнс Людвіг) — 5:03
8. «Holy Shadows» — 4:30
9. «Another Time» — 4:07
10. «The Unbeliever» (Саммет, Людвіг) — 5:47
11. «Theater of Salvation» — 12:25

Бонус-треки на японському виданні
1. «For a Trace of Life» — 4:13
2. «Walk on Fighting» (наживо) — 5:40
3. «Fairytale» (наживо) — 6:22

## Учасники
- Тобіас Саммет — вокал, бек-вокал, клавішні
- Єнс Людвіг — гітара, бек-вокал
- Дірк Зауер — ритм-гітара, бек-вокал
- Тобіас 'Еггі' Ексель — бас-гітара
- Фелікс Бонке — ударні

Запрошені музиканти
- Франк Тішер — фортепіано і клавішні
- Ланіель Галлмаріні — фортепіано на треку 9
- Маркус Шмітт, Ральф Здіарстек, Марл Лаукель, Уве Руппель, Тімо Руппель — бек-вокал

Виробництво
- Норман Мейріц, Франк Тішер — звукорежисери
- Мікко Кармілс — зведення
- Бернд Штайведель — мастерінг
- Адріан Малеска — автор обкладинки